# Oulad Hassoune Hamri
Oulad Hassoune Hamri (franska: Oulad Hassoune Hamri (CR), Oulad Hassoune Hamri (Commune Rurale), arabiska: أولاد عامر تزمرين) är en kommun i Marocko.   Den ligger i provinsen Rehamna och regionen Marrakech-Safi, 210 km söder om huvudstaden Rabat. Antalet invånare är 8 554.